# ديف باركر (لاعب دوري الرغبي)
ديف باركر (بالإنجليزية: Dave Parker)‏ هو لاعب دوري الرغبي بريطاني، ولد في عقد 1930، وتوفي في 9 نوفمبر 2018.